# Josip Pavić
Josip Pavić (ur. 15 stycznia 1982) – chorwacki piłkarz wodny. Złoty medalista olimpijski z Londynu.
Zawody w 2012 były jego drugimi igrzyskami olimpijskimi (poprzedni to LIO 2008, w których rozegrał jeden mecz), Chorwaci triumfowali, w finale pokonując Włochów.